# Exoneurella lawsoni
Exoneurella lawsoni là một loài Hymenoptera trong họ Apidae. Loài này được Rayment mô tả khoa học năm 1946.

## Hình ảnh

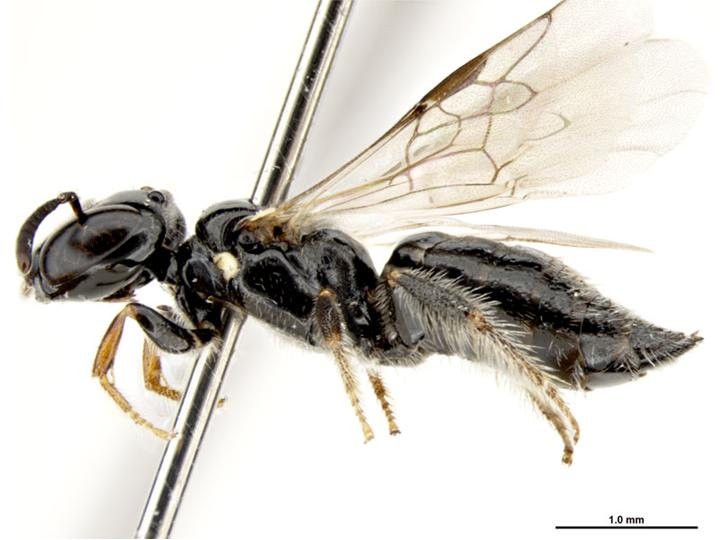